# Meganne Christian
Meganne Louise Wyatt, nata Christian (Kent, dicembre 1987), è una chimica e ricercatrice britannica naturalizzata italiana, che lavora nell'ambito della scienza dei materiali presso il Consiglio Nazionale delle Ricerche (CNR) a Bologna, e della fisica dell'atmosfera presso la stazione permanente Concordia, in Antartide.

## Biografia

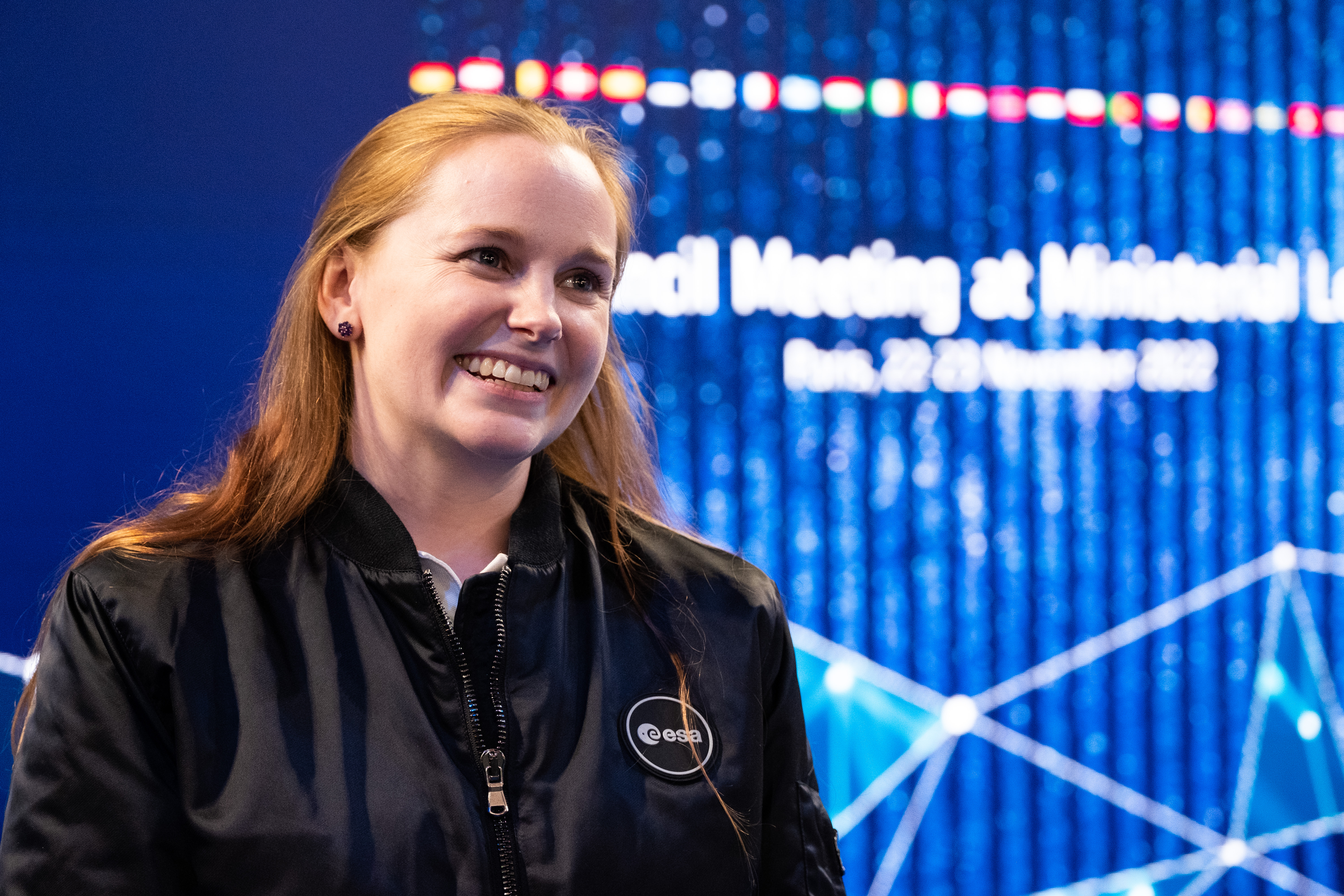
Christian alla cerimonia del 2022 per la nuova classe di astronauti dell'Agenzia spaziale europea, a Parigi

Nata nel Kent, in Inghilterra da genitori neozelandesi, a cinque anni si è trasferita con la famiglia a Wollongong, in Australia. Ha frequentato la Illawarra Grammar School e ha fatto parte della squadra del campionato internazionale 2002 della scuola del Future Problem Solving Program International. Christian ha studiato all'Università del Nuovo Galles del Sud, dove nel 2009 si è laureata in chimica industriale presso la Facoltà di ingegneria e ha ottenuto la medaglia universitaria in chimica industriale e successivamente il premio Heinz Harant (nel 2011) e il dottorato per la ricerca sullo stoccaggio dell'idrogeno con i boroidruri nel 2014. In seguito si è trasferita a Bologna, dove lavora presso l'Istituto di Microelettronica e Microsistemi (IMM) del Consiglio Nazionale delle Ricerche. In occasione dell'Australia Day 2014, si è sposata, con Liam Wyatt nella chiesa di San Giacomo a Sydney. Nel 2022 ha ricevuto la cittadinanza italiana. Il 23 novembre 2022 è stata selezionata come astronauta di riserva dell'Agenzia spaziale europea.

## Ricerca
Presso il Consiglio Nazionale delle Ricerche (CNR) di Bologna, ha lavorato alla produzione e caratterizzazione microscopica di nanocompositi a base di grafene, in particolare strutture di grafene 3D come le schiume di grafene, nell'ambito del Graphene Flagship dell'UE. Nel 2018, ciò includeva la ricerca a gravità zero, lo studio dell'applicazione dei tubi di calore ad anello per la gestione del calore dei satelliti. Ha ricoperto il ruolo di fisica atmosferica e meteorologa presso la base permanente di ricerca franco-italiana in Antartide presso la Stazione Concordia durante la campagna invernale 2019 "DC15" e nella stagione estiva 2020-21.

## Premi e riconoscimenti
- University Medal in Industrial Chemistry, UNSW Sydney (2009)
- Copertina del magazine Graphene Week (2018)[17]
- Heinz Harant Award, UNSW Sydney (2011)
- Nel 2021, Margaret Twomey, ambasciatrice dell'Australia in Italia, ha celebrato Christian e il suo lavoro nell'ambito della Giornata internazionale delle donne e delle ragazze nella scienza.[23]